# Pool Edge
Pool Edge es un videojuego de deporte, concretamente de billar, desarrollado por Nd Cube y publicado por Media Kite para la videoconsola Nintendo GameCube. El videojuego fue lanzado únicamente en el mercado japonés el 25 de octubre de 2002.  

## Modos de juego
- Tournament
- VS Computer
- VS Player
- Practice
- Trick Shot
- Live Mode
- Options